# Полиграфия
Полиграфия (на старогръцки: πολύς — „многоброен“ и на старогръцки: γράφω – „пиша“) е отрасъл в техниката, който обединява различните способи за печатно размножаване на текст и илюстрации - книги, списания, вестници, албуми, репродукции, плакати, географски и др. карти.
Полиграфичното (печатното) размножаване се основава на принципа на натиска, чрез който се получават множество еднакви отпечатъци. Печатането се осъществява чрез специална печатна форма. На повърхността ѝ печатащите елементи са изобразени по определен начин. Предназначена е за даден материал за печатане (хартия или др.). При натиск на намастилената печатна форма върху материала за печатане печатащите ѝ елементи пренасят върху него изображение. Печатната форма може да бъде с релефни или вдлъбнати печатащи елементи, или с равна повърхност. В зависимост от това се получава висок, дълбок или повърхностен печат. Производството на печатните произведения преминава през полиграфичните процеси:
- изработване на печатна форма;
- печатане;
- довършващи процеси, които придават на печатното произведение окончателна форма.